# 上伊那牡丹、酒醉之姿如百合花
《上伊那牡丹、酒醉之姿如百合花》是塀創作的日本漫畫作品，於2019年3月至2024年3月在秋田書店的網路漫畫平台連載，後於2024年4月起改為在連載。
作者塀在接受採訪時表示「如果用一句話來形容，這是一部『關於女孩子喝酒的漫畫』。雖然市面上也有不少以酒為主題的作品，但大多著重於介紹酒本身。《上伊那牡丹》則是描寫與酒相關的日常生活，以及酒帶來的獨特氛圍和人際關係的變化。」

## 登場人物
上伊那牡丹
礪波伊吹
郡上奏
北杜八重花
遊佐茜
張景嵐

## 出版書籍
| 卷數 | 秋田書店       | 秋田書店               |
| 卷數 | 發售日期       | ISBN                   |
| ---- | -------------- | ---------------------- |
| 1    | 2020年1月20日  | ISBN 978-4-253-14236-6 |
| 2    | 2020年12月18日 | ISBN 978-4-253-14237-3 |
| 3    | 2022年3月17日  | ISBN 978-4-253-14238-0 |
| 4    | 2023年6月20日  | ISBN 978-4-253-14239-7 |
| 5    | 2024年8月20日  | ISBN 978-4-253-14240-3 |
| 6    | 2025年3月18日  | ISBN 978-4-253-31416-9 |

## 電視動畫
2025年3月，宣布改編為電視動畫。

### 製作人員
- 原作：塀
- 導演：佐久間貴史
- 副導演：戶澤俊太郎
- 人物設定：吉成鋼
- 主動畫師：松尾祐輔、
- 劇本統籌：米內山陽子
- 音樂：橋口佳奈
- 動畫製作：SOIGNE[10]

## 外部連結
- 上伊那牡丹、酒醉之姿如百合花的X（前Twitter）
- 電視動畫《上伊那牡丹、酒醉之姿如百合花》官方網站（日語）
- 電視動畫《上伊那牡丹、酒醉之姿如百合花》的X（前Twitter）